# Petinomys sagitta
Petinomys sagitta е вид бозайник от семейство Катерицови (Sciuridae).